# Мосты Твери
На территории Твери расположены более 30 мостов; по оценкам специалистов, мостов в городе не хватает: несмотря на увеличение количества транспорта, новых мостов не строят более 25 лет, а некоторые действующие мосты либо не удовлетворяют потребности транспорта из-за узких габаритов, либо находятся в аварийном или предаварийном состоянии.

## Мосты через Волгу
5 мостовых переходов через Волгу соединяют левобережную (заволжскую) часть города с правобережной (приводятся по направлению от истока к устью).
- Мигаловский мост 56°50′58″ с. ш. 35°47′27″ в. д.HGЯO длиной 274 метра построен в 1961 году на окружной дороге (которая является частью автомагистрали Москва — Санкт-Петербург), на западной окраине города у микрорайона Мигалово; в 1980-е годы во время реконструкции обрушилось пролётное строение, мост был восстановлен с изменением конструкции; в 2000-е годы мост не справляется с транзитными потоками и порождает многокилометровые пробки[1].
- Тверской железнодорожный мост 56°51′37″ с. ш. 35°50′43″ в. д.HGЯO расположен на железнодорожной магистрали Санкт-Петербург — Москва (главный ход Октябрьской железной дороги) в границах ст. Дорошиха, открыт в 1850 году (вместе с участком Вышний Волочёк — Тверь), с тех пор неоднократно реконструировался.
- Старый Волжский мост (старый мост) 56°51′54″ с. ш. 35°53′59″ в. д.HGЯO длиной 233 метра построен в 1897—1900 годы, расположен рядом с историческим центром города, недалеко от Путевого дворца и является памятником архитектуры. С 1931 по 1956 год по мосту проходила трамвайная линия; в 1941 году во время немецкой оккупации города мост был разрушен, в 1947 году — восстановлен, в 1980-е годы реконструирован, при этом конструкция моста была серьёзно изменена, при этом внешние очертания моста были сохранены[1]. Мост соединяет Волжский проезд и Площадь Революции с одной и Площадь Мира с другой стороны Волги, ширина проезжей части после реконструкции — 9 метров. До 2020 года по мосту проходила троллейбусная линия, движение осуществляется только по двум полосам, пропускная способность моста недостаточна для города[2]. Тверской старый мост является близнецом Моста Свободы в Будапеште, построенного в столице Венгрии в 1896 году.
- Новый Волжский мост 56°51′47″ с. ш. 35°54′38″ в. д.HGЯO (новый мост, бетонный мост) сооружён в 1953 — 56 годах в центральной части города к востоку от Староволжского моста с использованием конструкций моста Лейтенанта Шмидта, привезённых из Ленинграда, и укреплён в 1994 году. Мост соединяет Тверской и Комсомольский проспекты, длина моста — 281 метр, ширина — 19,6 метров (трамвайное полотно и 2 полосы для движения автотранспорта)[3], по мнению специалистов, пропускная способность моста недостаточна для города, он нуждается в расширении[1].
- Восточный мост 56°51′21″ с. ш. 35°56′41″ в. д.HGЯO построен в 1981 году в восточной части города; самый крупногабаритный мост в городе: длина моста — 450 метров (длина центрального пролёта 126 метров позволяет пропускать четырёхпалубные суда); ширина моста — 29,5 метров (проезжая часть на 4 полосы, трамвайные линии и тротуары). Из-за применения несовершенных технологий по мосту через 7 лет пошли микротрещины, предпринятые меры по усилению моста проблему не решили; впоследствии с моста сняли трамвайную линию и ограничили движение грузовых автомобилей; по оценкам специалистов, мост находится в предаварийном состоянии[1].

## Мосты через Тверцу
В Заволжской части города, недалеко от устья Тверцы расположены два моста через неё.
- Тверецкий мост 56°52′01″ с. ш. 35°55′11″ в. д.HGЯO — Первый мост через Тверцу, находится в створе улицы Академика Туполева. Построен в 1931 году, уцелел во время оккупации Калинина и боевых действий в 1941 году, позднее неоднократно реконструировался, используется для трамвайного движения.
- Второй мост длиной 172 метра и шириной 26 метров построен в 1980 году в створе улицы Красина[1]; также в Заволжской части существуют небольшие мосты через реку Соминку и её ручьи.
- Третий мост — железнодорожный, вблизи посёлка Литвинки в сторону поселка Васильевский Мох.

## Мосты через Тьмаку
Мосты через Тьмаку в черте города Твери:
- железнодорожный мост на главном ходу Октябрьской железной дороги в северной гороловине платформы Пролетарская
- автомобильный мост в створе улицы Карла Маркса и 4-го переулка Пески (Монастырский)
- мост в створе Свободного переулка соединяет Свободный переулок и улицу Желябова в историческом центре с набережной реки Тьмаки. Недалеко от моста расположены Покровская церковь и памятник «Головинская колонна»;
- мост в створе улицы Брагина (Покровский) соединяет Тверскую площадь (исторический центр города) и улицу Брагина (Затьмачье). Недалеко от моста на Тверской площади находится здание Тверского цирка;
- мост в створе улицы Бебеля соединяет Советскую улицу с улицей Бебеля. Рядом с мостом находится памятник И. А. Крылову;
- мост в створе ул. Софьи Перовской соединяет её с Советской улицей в единую магистраль. Расположен в непосредственной близости от предыдущего моста, но примерно в два раза шире его. Рядом с мостом находится мемориал Победы;
- железнодорожный мост на подъездном пути к аэропорту Мигалово.

## Мосты через малые реки и ручьи
- Мост через небольшую речку Лазурь в створе Волоколамского проспекта и Смоленского переулка.

## Эстакады
- Горбатый мост — эстакада над путями Октябрьской железной дороги в Заволжском районе города, в створе Петербургского шоссе. Мост построен в 1884 г, реконструирован в 1960.
- Волоколамский путепровод (Южный мост) — эстакада над путями Октябрьской железной дороги в Московском районе Твери, в створе Октябрьского проспекта. Построена в 1974 году по типовому проекту[1];
- Бурашевский путепровод (Крупский мост) — путепровод над путями Октябрьской железной дороги в Московском районе Твери, в створе Бурашевского шоссе, реконструирован для движения трамваев[1].Построен в 1967 году.